# Pont métallique sur l'Adour
Le pont métallique franchissant l'Adour sur la commune de Cazères-sur-l'Adour est l'œuvre de l'ingénieur Gustave Eiffel. Il est inscrit monument historique par arrêté du 7 novembre 2000.

## Présentation
Le pont métallique de Cazères, réalisé en 1879, ouvre à la circulation en 1880. Il remplace un ancien pont en bois construit sous Napoléon Ier et détruit en 1875. Une quatrième travée vient compléter les trois premières d'origine en 1901.

## Galerie

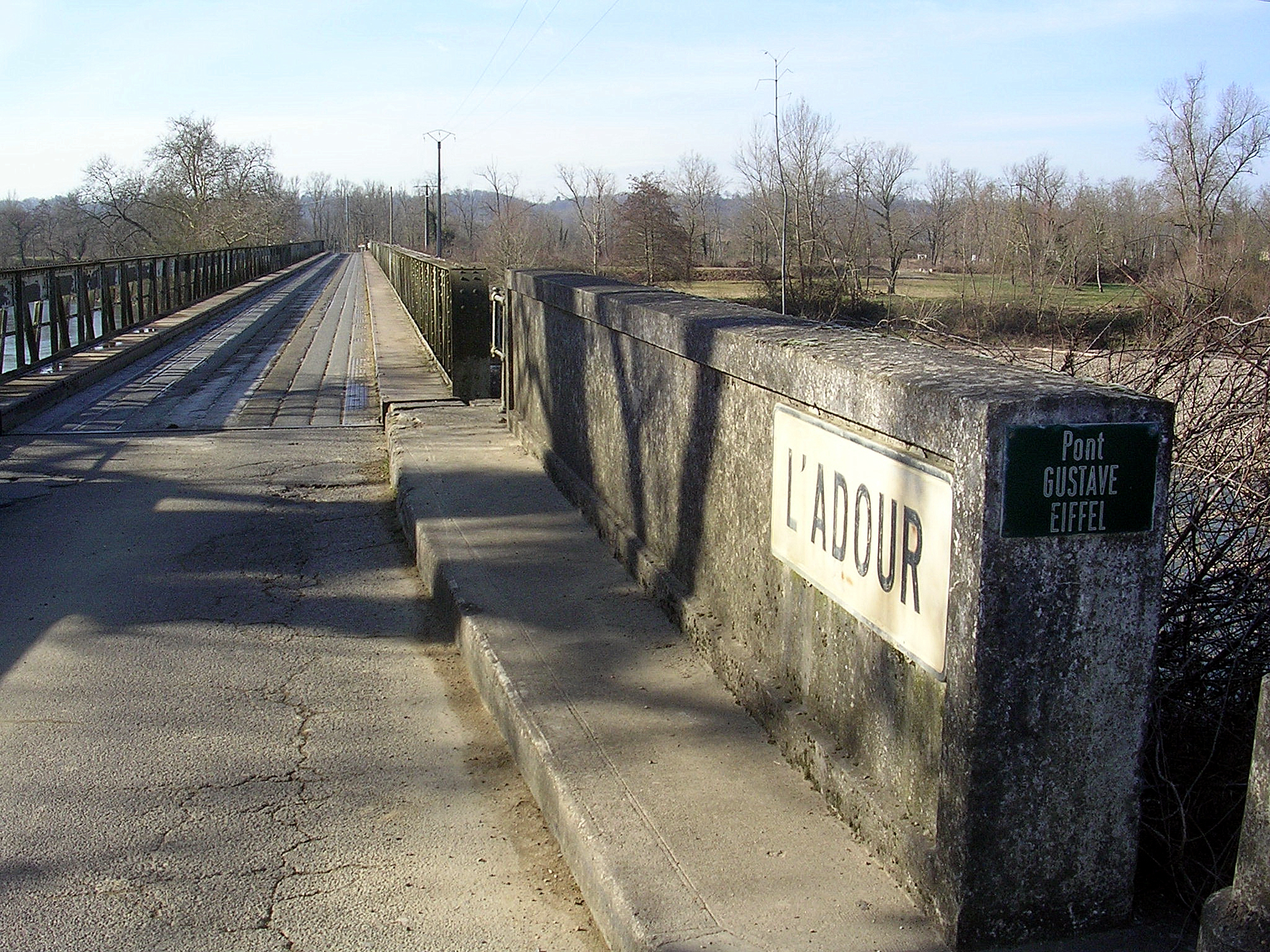
Pont Gustave Eiffel franchissant l'Adour à Cazères.